# Lundgårdskolen
|  | Denne artikel omhandler Lundgårdskolen i Herning Kommune og er altså ikke at forveksle med Lundergårdskolen i Hjørring Kommune. |
Lundgårdskolen er en folkeskole i bydelen Tjørring ved Herning. Skolen har ca. 650 elever på alle klassetrin op til 9. klasse samt tre specialklasser og 2 modtagerklasse Det er således kommunens fjerdestørste skole.
Skolen er opført i 1974. 